# Harvey J. Alter

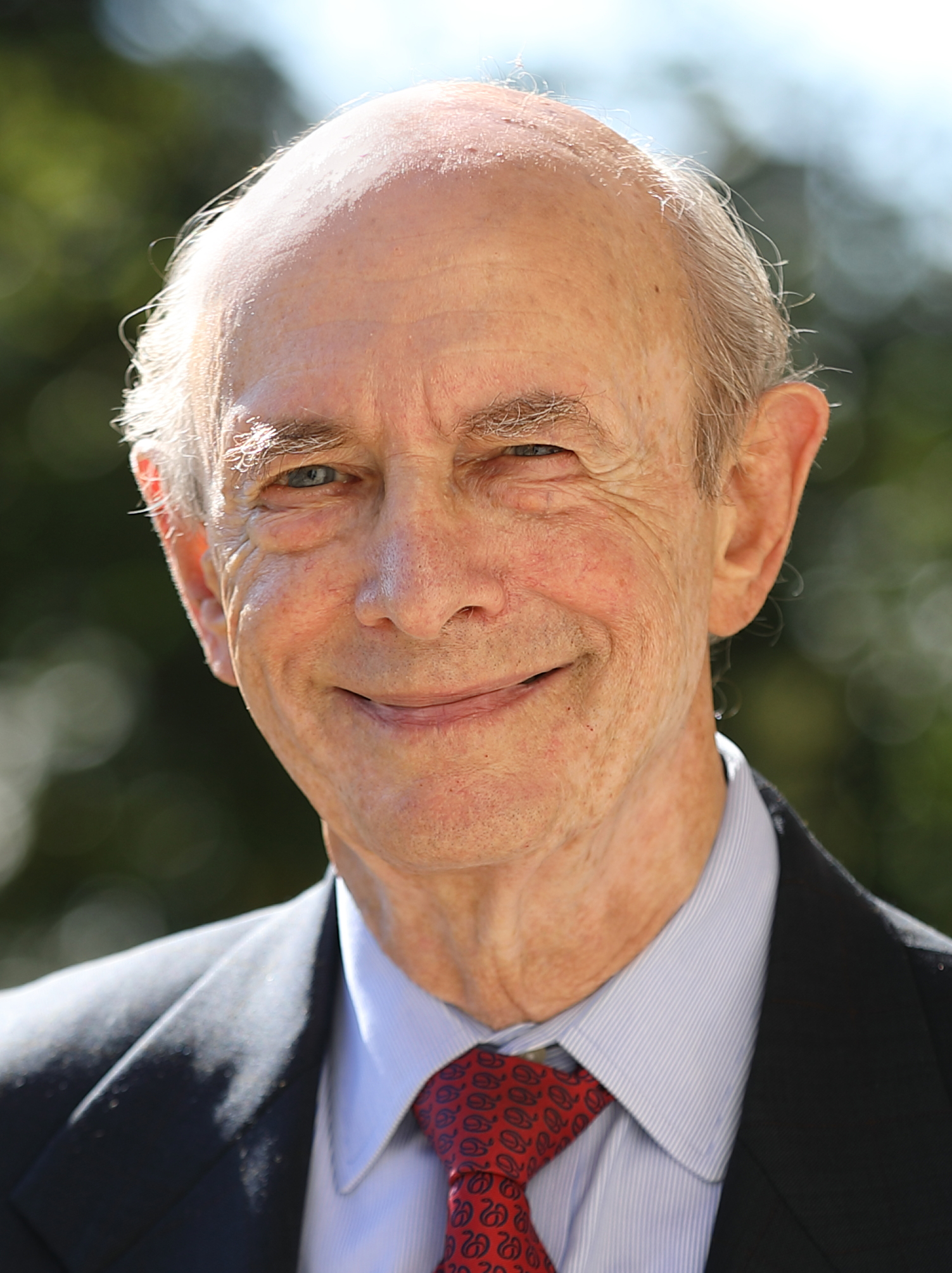
Harvey J. Alter, 2020

Harvey James Alter (* 12. September 1935 in New York City) ist ein US-amerikanischer Virologe und Transfusionsmediziner.

## Leben
Alter wurde als einziger Sohn jüdischer Emigranten der zweiten Generation geboren. Er erwarb 1956 an der Rochester University einen Bachelor und 1960 einen M.D. als Abschluss des Medizinstudiums. Nach einer Tätigkeit als Assistenzarzt am Strong Memorial Hospital in Rochester, New York, ging Alter 1961 als Forschungsassistent an die  National Institutes of Health (NIH) in Bethesda, Maryland. Von 1964 bis 1966 komplettierte er seine Ausbildung zum Transfusionsmediziner (Pathology-Subspecialty Blood Banking) am Georgetown University Hospital in Washington, D.C. In beiden Institutionen durchlief er zahlreiche Karrierestufen und wirkte zuletzt als Forschungsdirektor der Blutbank am Clinical Center des NIH in Bethesda und als Professor für Innere Medizin an der Georgetown University. 1965 heiratete er Barbara, geborene Bailey, die er während seines Fellowships am NIH kennen gelernt hatte. Sie haben zwei Söhne: Mark, ebenfalls Medizinforscher, und Stacey, Lehrerin in Colorado. 1977 ließen sie sich scheiden. 1984 heiratete er seine zweite Frau, Diane, geborene Dowling, eine Mitarbeiterin, die zwei Töchter, Lydia Rodin und Erinn Torres, mit in die Ehe brachte. Er hat inzwischen neun Enkel.

## Wirken

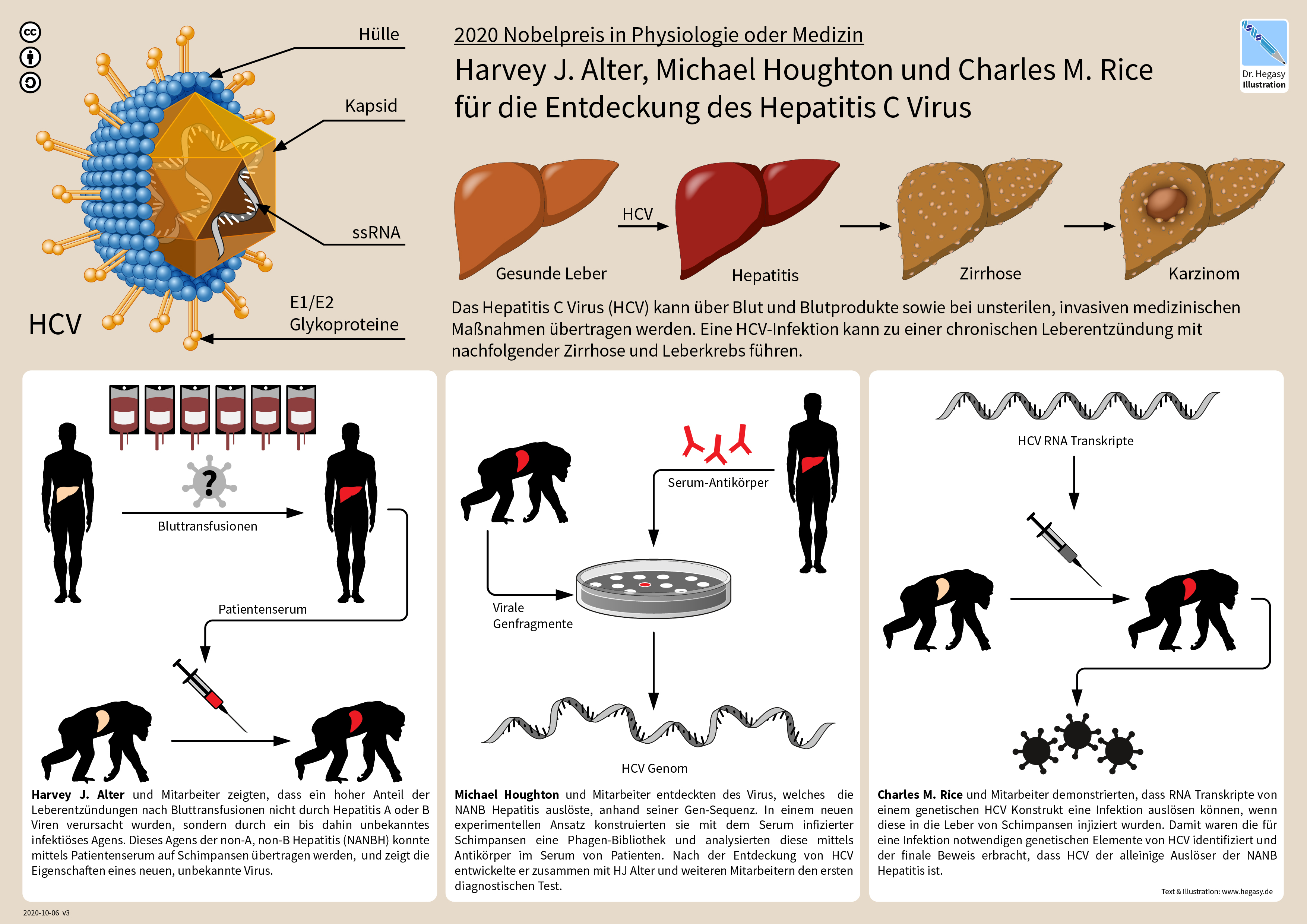
Nobelpreis in Physiologie oder Medizin 2020: Entdeckung und Charakterisierung des Hepatitis C Virus durch H.J. Alter, M. Houghton und C.M. Rice

Gemeinsam mit dem späteren Nobelpreisträger Baruch Blumberg entdeckte Alter 1964 das Australia Antigen, das sich später als Bestandteil des Hepatitis-B-Virus herausstellte.
Alter baute eine Bank mit Proben von Blutspendern auf, um die Proben – je nach eventuellen späteren Erkrankungen der Empfänger – auf infektiöse Agentien untersuchen zu können. Anhand seiner Forschungsergebnisse konnten Bluttransfusionen deutlich sicherer gemacht werden. Zum einen wurden Bluttests entwickelt, um Erreger im Spenderblut zu identifizieren, zum anderen konnten durch Fragebögen viele Risikoträger unter den Spendern identifiziert werden. Während Anfang der 1960er Jahre noch etwa 30 % der Bluttransfusionen zu einer Hepatitis A, Hepatitis B oder non-A-non-B-Hepatitis (heute meist als Hepatitis C identifizierbar) führte, kommt es seit dem Jahr 2000 zu fast keinen transfusionsbedingten Neuerkrankungen mehr.
Alter konnte erstmals das Humane Immundefizienz-Virus (HIV) auf Schimpansen übertragen und so ein Tiermodell zur Erforschung der Krankheit etablieren. Er gehört sowohl zu der Arbeitsgruppe, die das „Hepatitis-G“-Virus identifizierte, als auch zu der Gruppe, die zeigen konnte, dass das Virus keine Hepatitis auslöst.
Neuere Arbeiten Alters befassen sich mit weiteren, durch Bluttransfusion übertragbaren Erregern, wie dem Humanen Cytomegalievirus, Parvovirus B19 und West-Nil-Virus und mit möglichen Impfstoffen gegen das Hepatitis-C-Virus.
Für die Entdeckung des Hepatitis-C-Virus wurde Alter 2020 gemeinsam mit Michael Houghton und Charles M. Rice der Nobelpreis für Physiologie oder Medizin zuerkannt. „Dank der Entdeckungen durch die drei Preisträger könne Hepatitis C jetzt geheilt werden“, hieß es seitens des Nobelpreis-Komitees. „Die drei Wissenschaftler haben die Ursache für Fälle chronischer Hepatitis gefunden und Blutuntersuchungen sowie neue Medikamente ermöglicht, die Millionen von Menschenleben gerettet hätten.“

## Auszeichnungen (Auswahl)
- 1992 Karl Landsteiner Memorial Award[6]
- 2000 Albert Lasker Award for Clinical Medical Research[7]
- 2002 Mitgliedschaft in der National Academy of Sciences[8]
- 2002 Mitgliedschaft in der National Academy of Medicine[9]
- 2004 Prix International de l’INSERM
- 2013 Canada Gairdner International Award[10]
- 2020 Nobelpreis für Medizin
- 2022 Umbenennung des Karl Landsteiner Memorial Award in Landsteiner-Alter Award